# Lébamba
Lébamba är en ort i Gabon. Den ligger i provinsen Ngounié, i den centrala delen av landet, 400 km sydost om huvudstaden Libreville. Antalet invånare är 7 727.